# Морган-Сіті (Луїзіана)
Морган-Сіті (англ. Morgan City) — місто (англ. city) в США, в окрузі Сент-Мері штату Луїзіана. Населення — 11 472 особи (2020).

## Географія
Морган-Сіті розташований за координатами 29°42′36″ пн. ш. 91°11′29″ зх. д. / 29.71000° пн. ш. 91.19139° зх. д. (29.710093, -91.191418).  За даними Бюро перепису населення США в 2010 році місто мало площу 16,14 км², з яких 15,49 км² — суходіл та 0,65 км² — водойми.

## Демографія
Згідно з переписом 2010 року, у місті мешкали 12 404 особи в 4966 домогосподарствах у складі 3187 родин. Густота населення становила 768 осіб/км².  Було 5614 помешкання (348/км²).
Расовий склад населення:
| - 67,3 % — білих - 23,6 % — чорних або афроамериканців - 1,8 % — азіатів - 1,2 % — корінних американців - 0,1 % — вихідців з тихоокеанських островів - 4,2 % — осіб інших рас |

До двох чи більше рас належало 1,9 %. Частка іспаномовних становила 7,8 % від усіх жителів.
За віковим діапазоном населення розподілялося таким чином: 23,7 % — особи молодші 18 років, 61,4 % — особи у віці 18—64 років, 14,9 % — особи у віці 65 років та старші. Медіана віку мешканця становила 38,6 року. На 100 осіб жіночої статі у місті припадало 97,3 чоловіків;  на 100 жінок у віці від 18 років та старших — 96,3 чоловіків також старших 18 років.
Середній дохід на одне домашнє господарство  становив 58 222 долари США (медіана — 43 354), а середній дохід на одну сім'ю — 66 471 долар (медіана — 50 257). Медіана доходів становила 49 551 долар для чоловіків та 30 289 доларів для жінок. За межею бідності перебувало 22,1 % осіб, у тому числі 35,2 % дітей у віці до 18 років та 15,9 % осіб у віці 65 років та старших.
Цивільне працевлаштоване населення становило 4973 особи. Основні галузі зайнятості: освіта, охорона здоров'я та соціальна допомога — 15,8 %, мистецтво, розваги та відпочинок — 13,2 %, виробництво — 10,3 %, науковці, спеціалісти, менеджери — 9,9 %.